# Szent Miklós-templom (Demsus)
A demsusi Szent Miklós-templom (románul Biserica Sfântul Nicolae) egy bizánci stílusban épült történelmi műemlék, egyben Erdély legrégibb román ortodox temploma.

## Története
Bár építéséről írásos források nem maradtak fenn, az épület stílusjegyei, a későbbi oltár ikonográfiai sajátosságai, építészeti struktúrák, levéltári források és a külső megfigyelések alapján a késő romanika korára, azaz a 13. századra datálják. Ezzel összefügg az a tény is, hogy az első írott forrás amely románokat említ Erdélyben 1210-ben keletkezett, és az épület helyéhez hasonlóan, szintén Dél-Erdélyben. A templom azt látszik bizonyítani, hogy a 13. században Erdély déli részén élhetett csak csekély számú román népesség. Építéséhez Várhelyről (Ulpia Traiana Sarmizegetusa) való feliratos római sírköveket, vízvezeték töredékeket, márványt és téglát is felhasználtak.
1360-ban megemlékeztek a demsusi „sacerdos olahalis”-ról ('oláh pap'). A 14–15. században a déli és a nyugati oldalon kibővítették. A templomot díszítő freskókat 1443-ban egy Ștefan nevű mester készítette, akiről úgy tartják, hogy Havasalföldról érkezett, de ezeket 1556 után lemeszelték[forrás?], mivel a református nemesek és az ortodoxok közösen használták. A belső felújítások után ma töredékeikben láthatók.
A Hunyad-Zarándi Református Egyházmegye vizitációs jegyzőkönyvei tudósítanak arról, hogy 1701-től Demsus templomát a görögkeletiek és a reformátusok egyaránt használták, sőt a templom alatti parókiális telket kettéosztották. Keleti felét a román pap, nyugati felét pedig a református lelkész vette használatba. Szintén 1701-ben az ellenreformáció hódításaira válaszul a környékbeli református nemesek Demsus székhellyel szerveztek közös egyházközséget. 1782-es harangtornyuk harangját magyar felirattal látták el. A református egyház a 20. század elején még létezett, később a hívek megfogyatkozása miatt megszűnt. A templomot 1870-ben Theodor Mommsen is meglátogatta és írt róla.

## Jellemzői
Kós Károly szerint "primitív bizánci stílusú román alkotás". Az eredeti építmény négyzet alakú, négy pillérrel tagolt alaprajza és félkör alakú apszisa van.

## Elméletek
A templom építésével és szerepével kapcsolatban több elmélet is létezik. Már a felvilágosodás kori írástudók is észrevették, hogy az épület falait római kori latin feliratok, domborművek, funerális oroszlánok és számos egyéb kő díszíti. Ez sokakat arra ösztönzött, hogy római kori szentélyből átalakított, keresztény templomnak tekintsék. Modern archeológiai és művészettörténeti vizsgálatok azonban nem valósultak meg, elsősorban a Román Ortodox Egyház ellenállása miatt. Az ortodox egyház még mindig ragaszkodik ahhoz az előbb említett tévhithez, miszerint a templom egy pogány római szentély helyén épült, amelyet Mars isten tiszteletére emeltek, és kitart a templom korai, 5-6. századi időszakra történő datálása mellett. A demsusi templom – amelynek egyetlen köze Marshoz a Várhelyről elhozott, egykor neki szentelt hatalmas oltár – csak egyike azon számos példának, amelyet a román kollektív identitás és az ortodox egyház a vallási kontinuitás toposzaként használ még a XXI. században is. Ennek elsődleges oka az, hogy a romániai keresztény közösség valójában nem annyira egységes, mint ahogy a statisztikák és a politikai beszélgetések sugallják. A Román Ortodox Egyház számára mindig is fontos volt előnyét és befolyását növelni a helyi egyházi és vallási életben, és ennek egyik módszere évtizedek óta a román nép korai keresztény eredetével kapcsolatos mítoszok terjesztése. Az etnikai és vallási kontinuitáshoz kapcsolódó eredetmítoszuk egyik legfőbb állítása, hogy a kereszténység már a 3. században megjelent Erdélyben, - az egykori Dácia provinciában - és a  romanizált népesség - hitük szerint a későbbi románok ősei - továbbörökítette a keresztény hitet a birodalom eltűnése után is, megalapozva a jövőbeli román kereszténységet. Ennek a vallási alapokon nyugvó eredetmítosznak nemcsak az ortodox egyház teológusai, hanem sajnálatos módon több régész és történész között is sok híve akad.
Egy ott talált római sírkő alapján egyesek úgy vélik, hogy eredetileg Longinus Maximus - egy állítólagos római parancsnok - mauzóleuma lehetett, amely köré később emeltek templomot.[forrás?] Mások ma is úgy vélik, hogy korábbi, pogány szentély helyén épült. Mintájaként egyaránt említik az őraljaboldogfalvi templomot és a Curtea de Argeș-i, mára romos Szent Miklós-templomot.[forrás?]